# 2013年东南亚运动会越南代表团
越南代表团已参加了在2013年东南亚运动会（12月11日至12月22日）。